# Huaca Sinchi Roca
La Huaca Sinchi Roca es un sitio arqueológico ubicado en el distrito de Comas, en la ciudad de Lima, capital del Perú.

## Ubicación

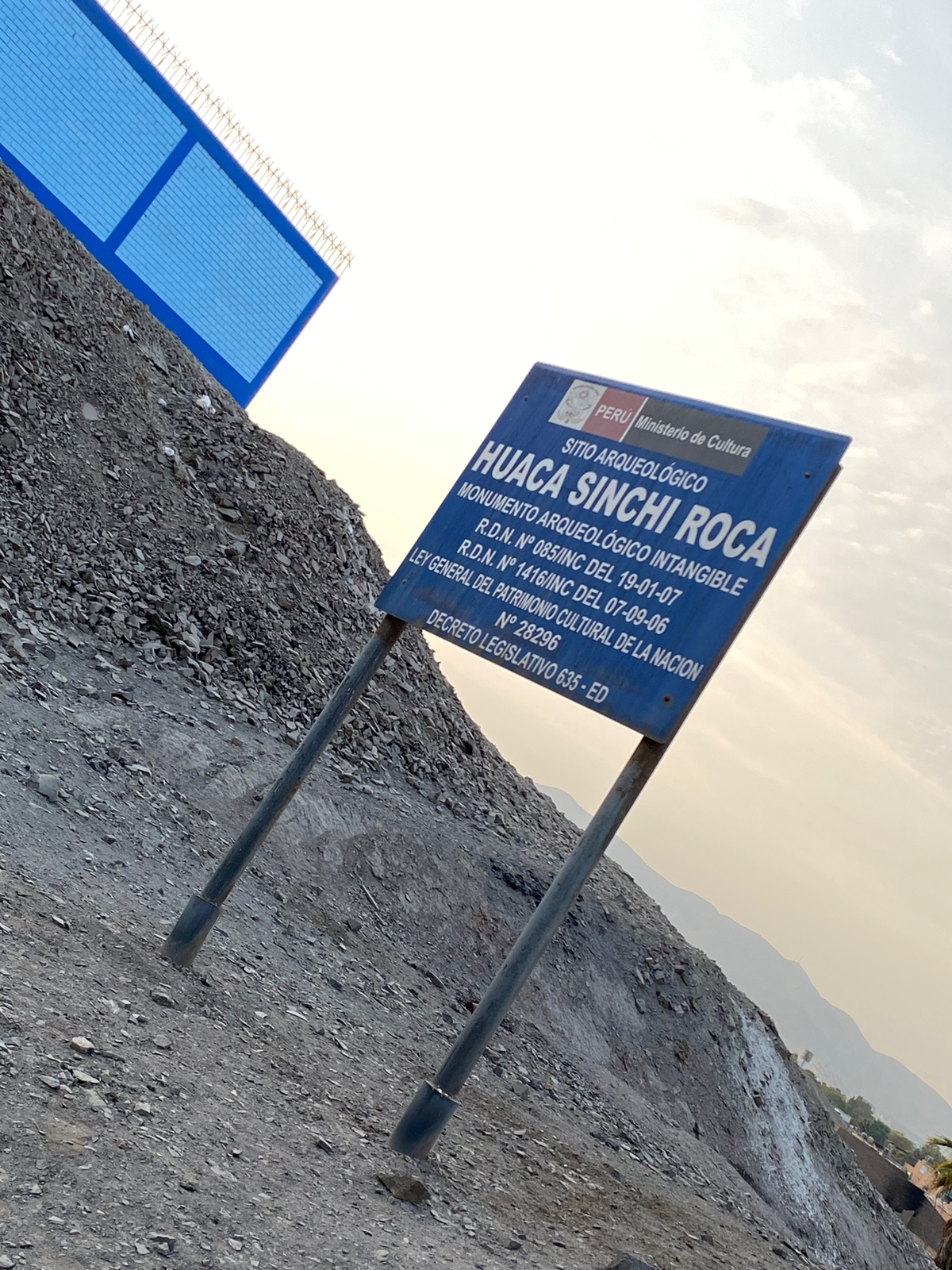
Letrero de la Huaca Sinchi Roca por el Ministerio de Cultura.

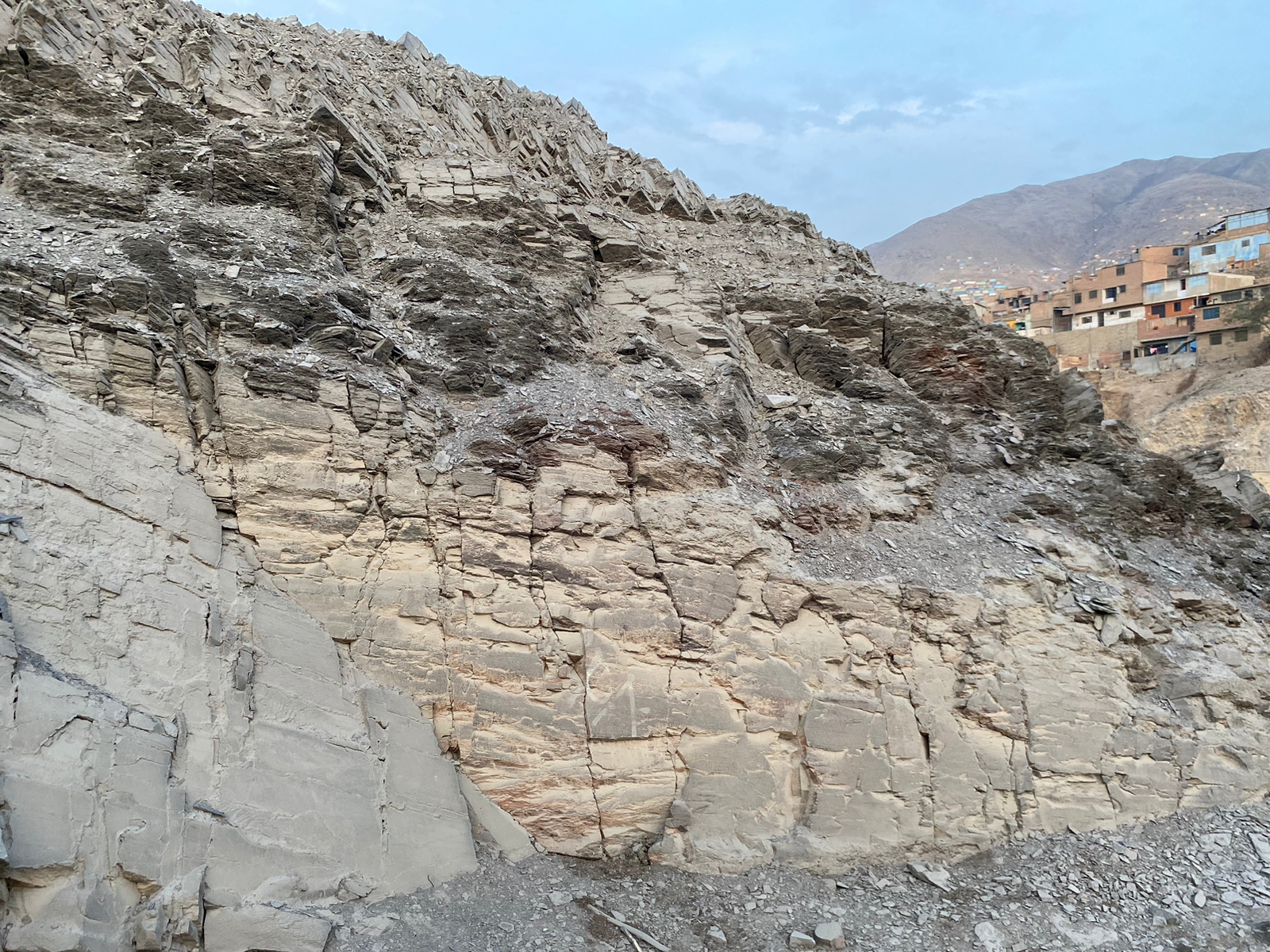

La Huaca Sinchi Roca se encuentra en la periferia de Pascana del distrito de Comas, cuyas coordenadas son 11°55'47"S y 77°2'44"W.

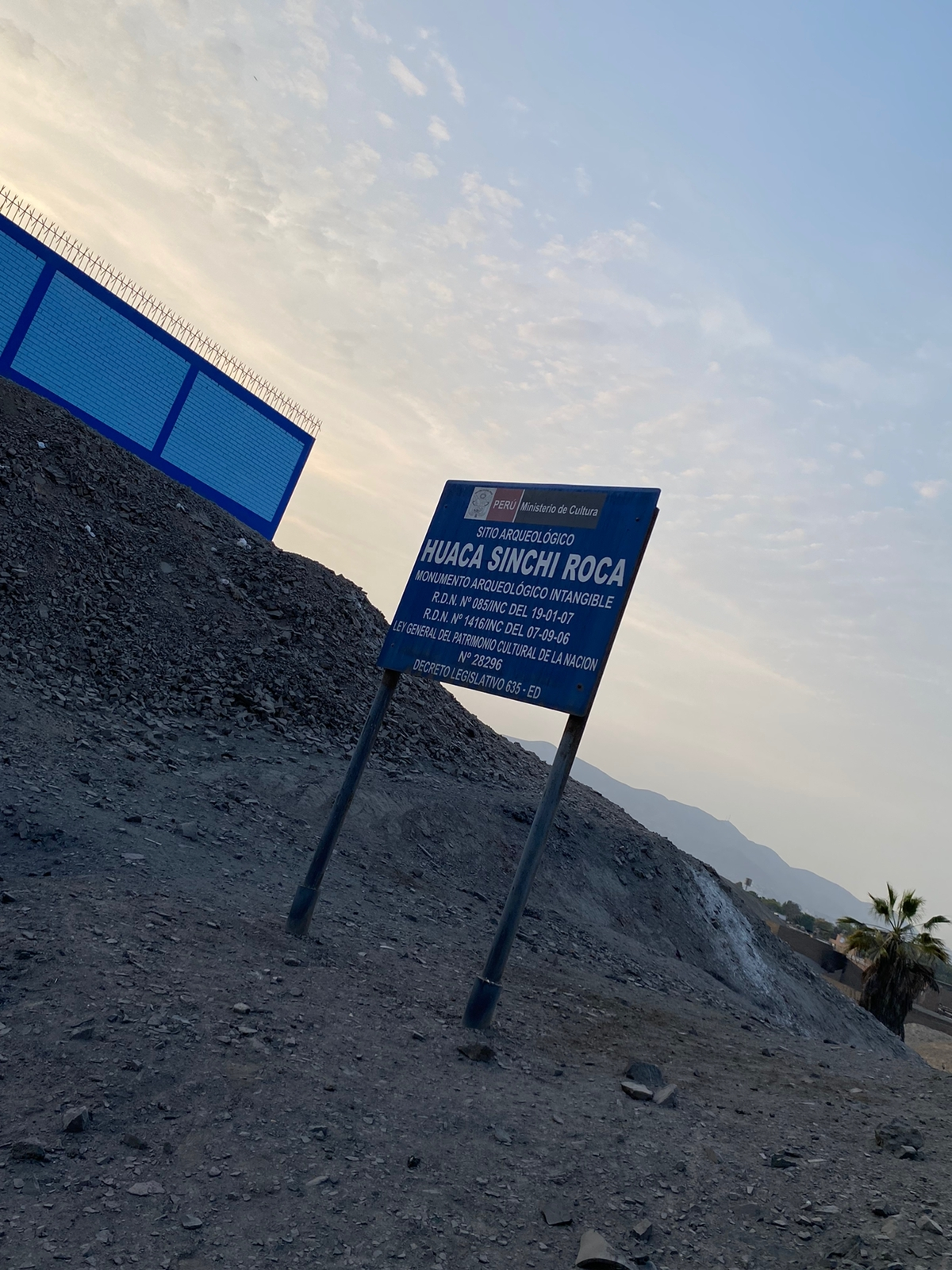
Pascana, Huaca Sinchi Roca

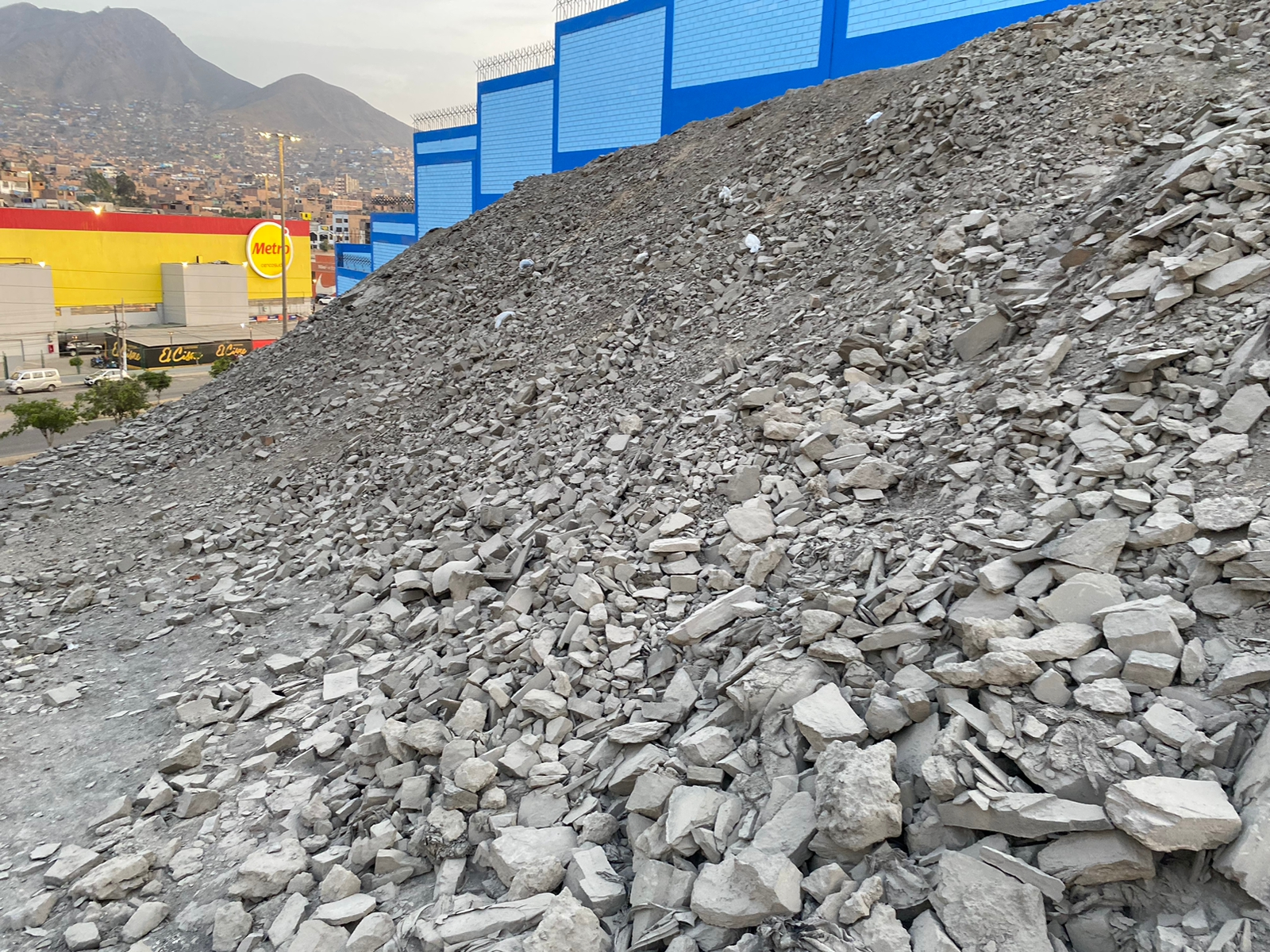

## Importancia
Entendiendo que una huaca es una terminología acuñada en la cosmovisión andina, el cual hace alusión a lo sagrado, lo divino, a las ideas mágico religiosas, el más allá, etcétera. Las huacas están asociados a espacios geográficos, tales como montañas, lagunas, edificaciones y seres vivos que enaltecen la cultura. Asimismo, según el Ministerio de Cultura (2020), la capital limeña conserva un compendio de huacas, distribuidas en la actual ciudad. Estos sitios arqueológicos enriquecen la historia sobre pueblos milenarios que habitaron Lima. Este ministerio tiene la obligación moral y jurídica de proteger los monumentos arqueológicos intangibles mediante el Decreto legislativo 635 - ED. 
En el distrito de Comas, el Colectivo Colli (colly, tribu de guerreros que se situaban en lo que es ahora, Collique) realiza actividades para conservar el patrimonio cultural y sitios arqueológicos en Lima Norte (entre ellas destacan la Huaca Retablo, Fortaleza de Collique y Huaca Sinchi Roca), estas organizaciones tienen un rol muy importante para el cuidado de las huacas, ante la falta del proteccionismo del Estado y desasosiego, producto de las malas costumbres de una sociedad que no toma conciencia de la importancia arqueológica y milenarias de Comas.

## Construcción y técnicas
La Huaca Sinchi Roca ha sido edificado sobre una estribación andina (es decir, un cerro) el cual forma una plataforma rectangular, asimismo, se elevan muros construidos con la técnica del tapial: barro vaciado con relleno. Por otro lado, esta huaca se caracteriza por contar con bases más grandes que sus cabeceras.

## Línea de tiempo
La Huaca Sinchi Roca coludió con la cultura Colli (actual Collique) entre los años 900 y 1470 D.C, durante el Horizonte Medio e Intermedio Temprano.